# Stephostethus angusticollis
Stephostethus angusticollis är en skalbaggsart som först beskrevs av Leonard Gyllenhaal 1827.  Stephostethus angusticollis ingår i släktet Stephostethus, och familjen mögelbaggar. Enligt den finländska rödlistan är arten nära hotad i Finland. Arten är reproducerande i Sverige. Artens livsmiljö är torra gräsmarker.